# 5625 Jamesferguson
5625 Jamesferguson eller 1991 AO2 är en asteroid i huvudbältet som upptäcktes den 7 januari 1991 av den australiensiske astronomen Robert H. McNaught vid Siding Spring-observatoriet. Den är uppkallad efter astronomen James Ferguson.
Den har den diameter på ungefär 14 kilometer och den tillhör asteroidgruppen Adeona.